# Bari Parco Sud
Bari Parco Sud (wł. Stazione di Bari Parco Sud) – stacja kolejowa w Bari, w prowincji Bari, w regionie Apulia, we Włoszech. Znajduje się na linii Adriatica, w dzielnicy Japigia. Znajduje się w pobliżu dawnego kompleksu Punta Perotti.
Według klasyfikacji RFI ma kategorię srebrną.

## Historia
Stacja została uruchomiona 11 grudnia 2004, w celu zwiększenia liczby przystanków kolei miejskiej

## Linie kolejowe
- Adriatica